# George Male
Charles George Male (8. maj 1910 – 19. februar 1998) var en engelsk fodboldspiller, der spillede som back eller half. Han spillede hele sin aktive karriere, mellem 1929 og 1948, hos Arsenal F.C. Han vandt hele seks engelske mesterskaber og to FA Cup-titler, og er dermed en af klubbens mest vindende spillere nogensinde.
Male spillede desuden 19 kampe for Englands landshold, som han debuterede for 14. november 1934 i et opgør mod de daværende verdensmestre fra Italien.

## Titler
Engelsk Mesterskab
- 1931, 1933, 1934, 1935, 1938 og 1948 med Arsenal F.C.

FA Cup
- 1930 og 1936 med Arsenal F.C.

Charity Shield
- 1930, 1931, 1933, 1934 og 1938 med Arsenal F.C.